# Пралевка
Пра́левка — деревня в Большеболдинском районе Нижегородской области. Относится к Новослободскому сельсовету, расположена на автодороге Большое Болдино — Ужовка, в 9 км от районного центра и в 3 км от центра сельсовета.

## История

### Возникновение и название
Деревня Пралевка была владельческим селением и принадлежала дворянскому роду Кочубеев. Центром владений Кочубеев в Нижегородской губернии было село Новая Слобода. Богатейшие из помещиков России Кочубеи сами вряд ли посещали свои нижегородские поместья, и имением управляли доверенные лица. В 60-е годы XIX столетия управляющим был немец по происхождению Егор Иванович Праль, по фамилии которого и названа деревня. 
Пралевка возникла не ранее 1840-х годов, так как на плане имения 1827 года её ещё нет, а на плане 1862 года она уже значится.

### Короленко в Пралевке
Во время голода 1892 года деревню Пралевку, среди прочих деревень Лукояновского уезда, посетил известный писатель В. Г. Короленко, оказывая благотворительную помощь голодающему населению.
Писатель так описывает деревню в своих очерках:
Небольшая деревнюшка раскинулась у «вершинки». Широкая улица или, вернее, два порядка по косогорам, безлистые ветлы, среди которых шумел не устававший ветер, занесенные снегом избы с едва заметными окнами…
Пралевка больше других окрестных селений страдала от голода:
— Пралевка… да, Пралевка, действительно, нуждается…

— Что уж и говорить… Надо бы хуже, да нельзя.

— Из худых — плохая деревнюшка.

— Бедствуют сильной рукой в Пралевке. У нас плохо, а уж у них, просто сказать, самая беда.

Такие отзывы пришлось мне заносить в свою записную книжку всякий раз, когда, спрашивая о состоянии той или другой деревни, я доходил до Пралевки. Начиная с земского начальника и станового и кончая дубровскими и малиновскими мужиками, которые и сами являются «из плохих худыми» в уезде, — все уступали пальму первенства Пралевке.
Благодаря стараниям Короленко, в деревне была открыта «народная столовая», запечатленная нижегородским фотографом М. П. Дмитриевым.

## Население
| Год             | 1859 | 1895 | 1916 | 1925 | 1989 | 2002 | 2010 |
| --------------- | ---- | ---- | ---- | ---- | ---- | ---- | ---- |
| Население, чел. | 346  | 396  | 557  | 717  | 138  | 85   | 49   |
| Мужчины         | 172  | 205  | ?    | ?    | 54   | 36   | 18   |
| Женщины         | 174  | 191  | ?    | ?    | 84   | 49   | 31   |